# Església Ortodoxa Romanesa

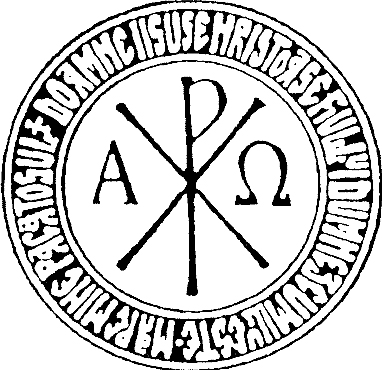
Filocalia

L'Església Ortodoxa Romanesa (Biserica Ortodoxă Română en romanès) és una de les esglésies autocèfales integrades en la comunió ortodoxa. En formen part la majoria dels romanesos (el 86,8% de la població de Romania, segons el cens de l'any 2002). Pel nombre de fidels, és la segona de les esglésies ortodoxes autocèfales, només darrere de l'Església Ortodoxa Russa. Els fidels de l'Església Ortodoxa Romanesa sovint s'hi refereixen com a Dreapta credinţă ('creença correcta', 'autèntica', nom semblant al grec Ορθος δοξος, «creença correcta, recta»). Els creients ortodoxos són coneguts, a vegades, com a dreptcredincioşi o dreptmăritori creştini.

## Organització

### Òrgans centrals de deliberació i executiu
La més alta autoritat de l'Església Ortodoxa Romanesa per a tots els problemes dogmàtics i canònics, així com per a regular les relacions amb les altres esglésies ortodoxes i cristianes, és el Sant Sínode, integrat pel patriarca i els jerarques de l'Església en funcions (metropolitans, arquebisbes, bisbes, arquebisbes vicaris i bisbes vicaris). Entre les reunions del Sant Sínode funciona el Sínode Permanent integrat pel patriarca, els metropolitans i el secretari del Sant Sínode. L'organisme representatiu de l'Església Ortodoxa Romanesa en els apartats administratius, econòmics i aquells que no depenen del Sant Sínode és l'Assemblea Nacional de l'Església, integrada per tres representants de totes les diòcesis -un clergue i dos seculars- que han de ser designats per les assemblees diocesanes respectives per períodes de quatre anys. L'organisme suprem administratiu, conjuntament amb el Sant Sínode i l'Assemblea Nacional de l'Església, és el Consell Nacional Eclesial, integrat per tres clergues i deu seculars, elegits a l'Assemblea Nacional de l'Església per períodes de quatre anys. El patriarca de l'Església Ortodoxa Romanesa és el president de tots els organismes, en qualitat de líder de l'ortodòxia romanesa.

### Vida monàstica
Dins del patriarcat romanès actualment hi ha 423 monestirs, i hi ha aproximadament uns 8.000 monjos.

### Ensenyança teològica ortodoxa

#### Ensenyament teològic preuniversitari
- 37 seminaris teològics (4 monacals)
- 8 escoles de post batxiller teològiques sanitàries
- 11 escoles de cant eclesial

#### Ensenyament teològic universitari
Aquest ensenyament està organitzat en 11 facultats teològiques i 4 departaments:
- Teologia pastoral.
- Teologia didàctica.
- Teologia social.
- Art sacre.

5 de les facultats de teologia organitzen cursos de doctorat.

#### Ensenyament religiós a les escoles públiques
10.185 professors de religió imparteixen classes de religió a les escoles públiques romaneses. D'aquests 3.221 són titulars, 2.638 són indefinits, 1.076 en grau d'interins a jornada completa i 221 en grau d'interins a temps parcial. Tots aquests professors tenen una ampla formació religiosa, ja que s'han hagut de formar en teologia.

### Activitat missionera social i filantròpica
285 sacerdots que asseguren l'assistència religiosa als hospitals i als instituts mèdics, 137 sacerdots que estan integrats dins l'exèrcit romanès, 20 dins del Ministeri d'Administració i Interior, 39 a les presons de Romania. L'Església Ortodoxa Romanesa sosté a 237 institucions pròpies d'assistència social: 65 per a infants, 25 per a malalts, 92 cantines per alimentar a la gent que està en perill d'exclusió social, 22 centres mèdics i farmàcies socials, 22 centres de diagnòstic i tractament i centres d'assistència per a famílies en dificultats.
L'any 2005, aproximadament 384.323 persones es van beneficiar de programes socials de l'Església en funció del pressupost destinat a aquestes obres socials, que ascendeix, si fa no fa, a uns 13 milions d'euros.

### Art iconogràfic a Romania

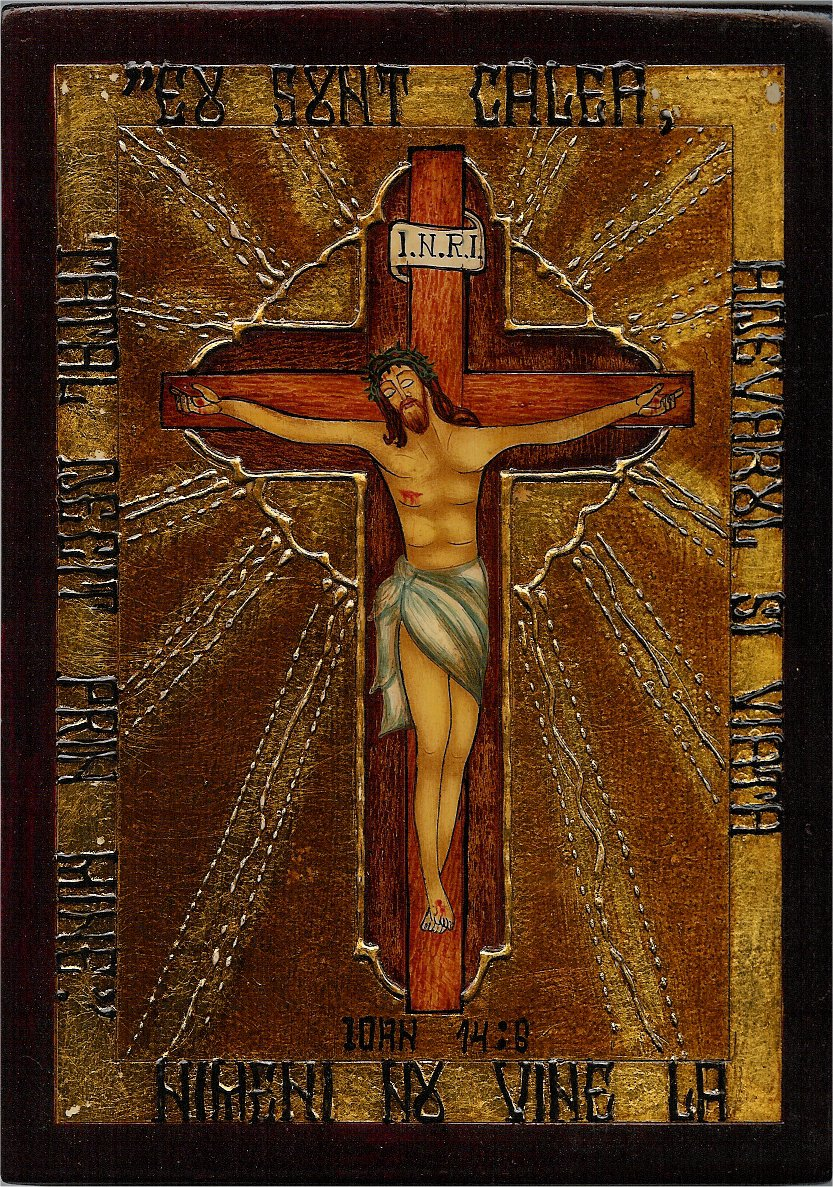
Icona de Jesucrist

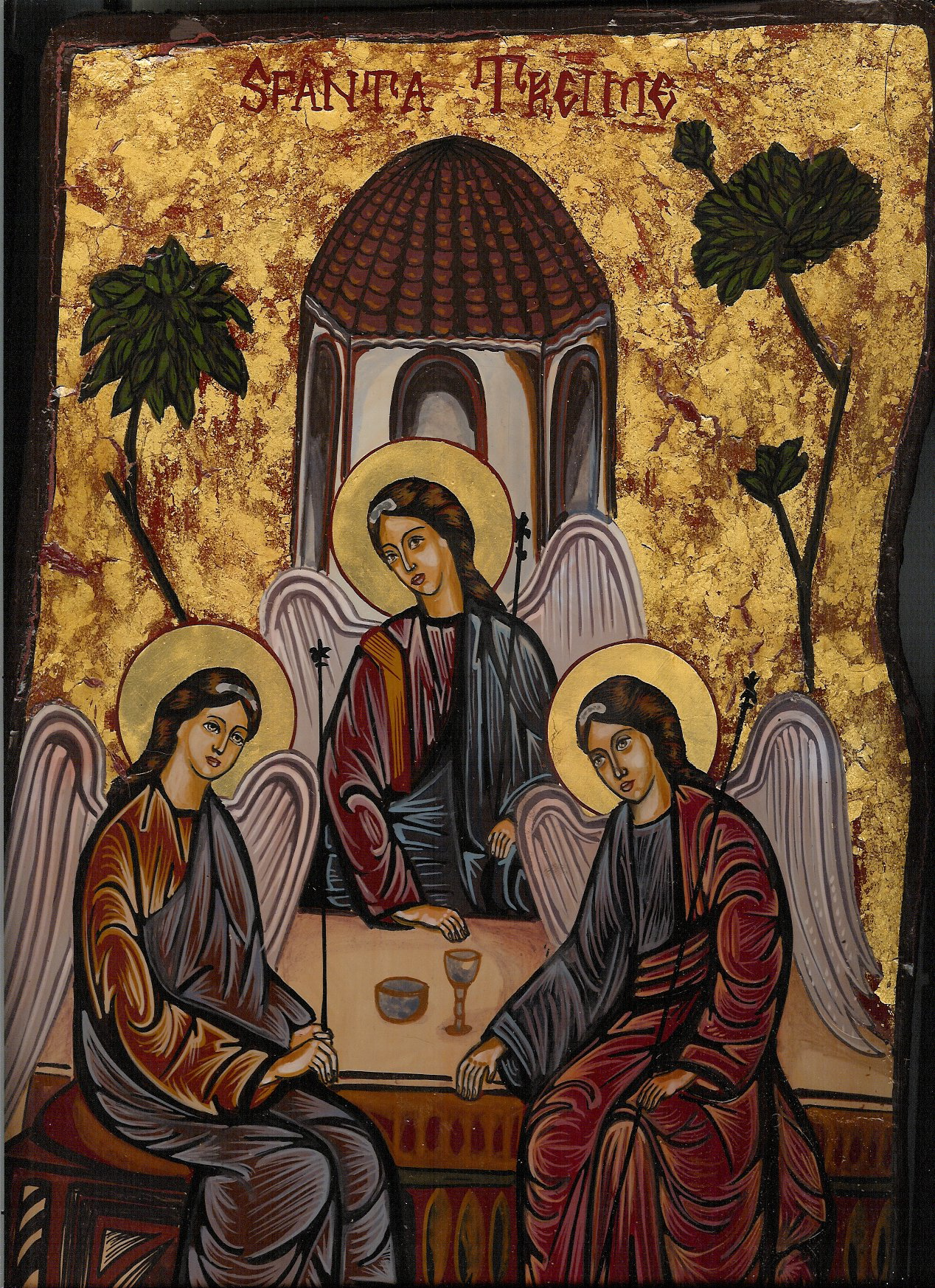
Icona de la Trinitat

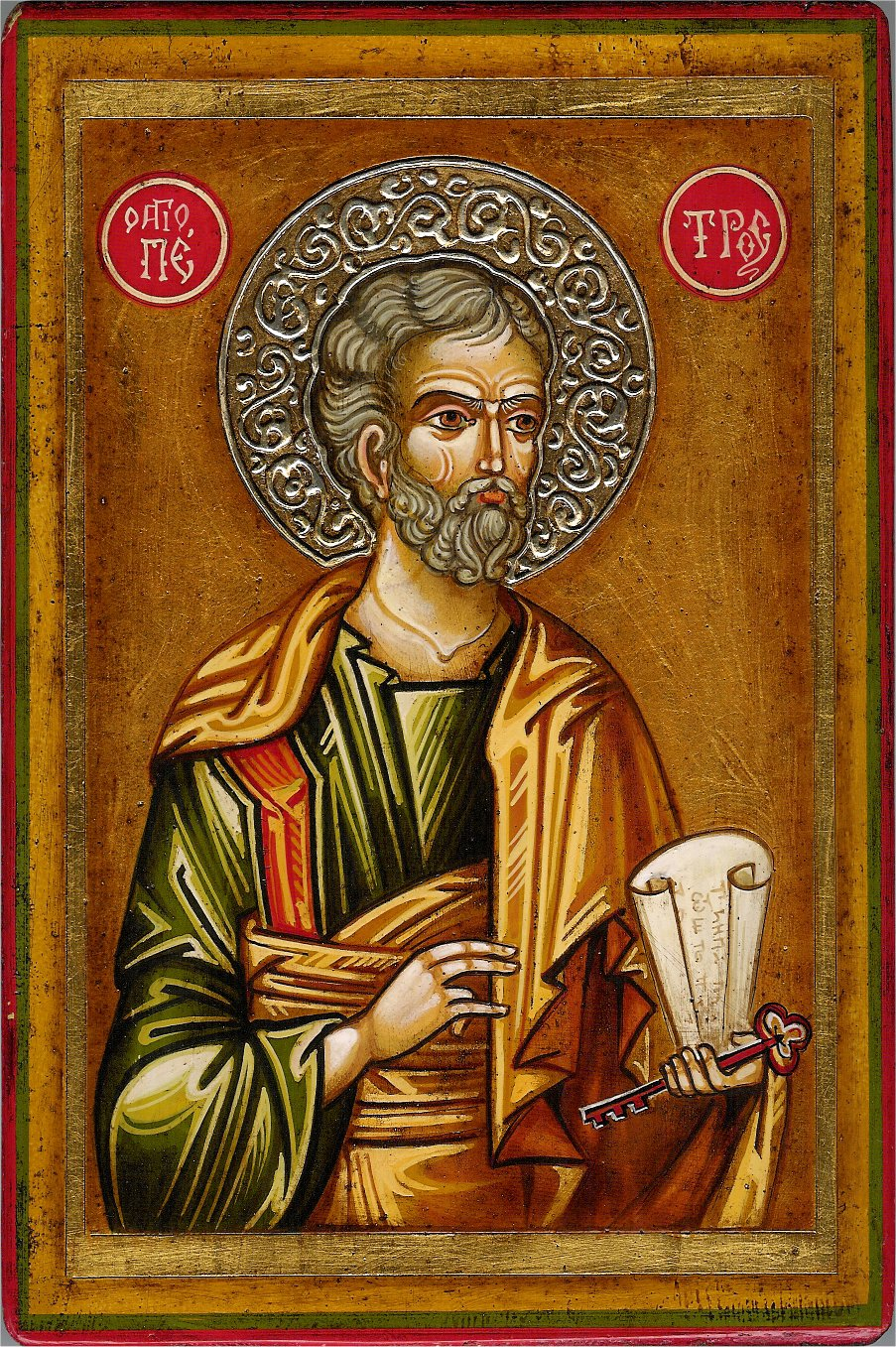
Icona de sant Pere

A l'Església Ortodoxa Romanesa les icones són molt presents, ja que formen part de les tradicions de les esglésies ortodoxes. Aquest art pictòric va sobreviure a l'època comunista romanesa. Actualment, encara hi ha artistes que realitzen icones a Romania.

### Organització territorial

#### A Romania
- Seu Metropolitana de Muntènia i Dobrodja
  - Arquebisbat de Bucarest
  - Arquebisbat de Tomis
  - Arquebisbat de Targoviste
  - Diòcesi de Buzau
  - Diòcesi d'Arges i Muscel
  - Diòcesi del Baix Danubi
  - Diòcesi de Slobozia i Calarasi
  - Diòcesi d'Alexandria i Teleorman
- Seu Metropolitana de Moldàvia i Bucovina
  - Arquebisbat de Iasi
  - Arquebisbat de Suceava i Radauti
  - Diòcesi de Roman
  - Diòcesi d'Husi
- Seu Metropolitana de Transsilvània
  - Arquebisbat de Sibiu
  - Diòcesi de Covasna i Harghita
- Seu Metropolitana de Cluj, Alba, Crisana i de Maramures (Cluj-Napoca)
  - Arquebisbat de Vad, Feleac i Cluj
  - Arquebisbat d'Alba Iulia
  - Diòcesi de Maramures i Satmar
  - Diòcesi d'Oradea, Bihor i Salaj
- Seu Metropolitana d'Oltènia
  - Arquebisbat de Craiova
  - Diòcesi de Ramnic
- Seu Metropolitana de Banat
  - Arquebisbat de Timisoara
  - Arquebisbat d'Arad
  - Diòcesi de Caransebes
  - Diòcesi de Deva i Hunedoara

#### Fora de Romania
- Església ortodoxa autònoma de Bessaràbia (República de Moldàvia)
- Metropolità ortodox romanès a Alemanya i Europa central.
- Metropolità ortodox romanès d'Europa occidental i meridional.
- Arquebisbat ortodox romanès a Amèrica i Canadà.
- Diòcesi ortodoxa romanesa a Hongria.
- Diòcesi ortodoxa romanesa a Sèrbia i Montenegro.

## Orígens i primeres mostres del cristianisme a la Dàcia

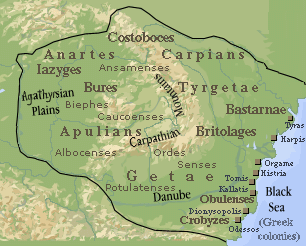
El territori de la Dàcia vers l'any 82 aC

### La Dàcia clàssica i romana
El territori de l'actual Romania va ser un dels primers territoris del continent europeu en rebre l'impacte de les cultures neolítiques desenvolupades al voltant del «Creixent Fèrtil». Aquest territori estava poblat pels dacis i els guetes, que suposadament formaven part dels tracis. Tucídides diu que ja hi vivien a mitjan segle vi aC durant l'expedició del rei Darios I de Pèrsia, i més tard van seguir a Sitalces com a cap de la confederació tribal tràcia dels Odrisis. Durant l'expedició de Filip II de Macedònia a Tràcia, els tribals ocupaven les regions entre el Danubi i els Balcans (havien estat desplaçats darrerament pels kelts, probablement celtes) i al seu torn van expulsar els guetes cap a l'altre costat de riu. Alexandre Magne al 335 aC va trobar els guetes a l'altre costat de l'Ister, amb uns deu mil guerrers i quatre mil cavallers. Durant la invasió dels gals —un poble celta— els guetes van estar en guerra amb ells però foren derrotats i milers de guetes foren venuts com a esclaus a Atenes (en aquesta època apareixen molts esclaus que es diuen geta o dacus o davus).
La societat dels dacis va evolucionar en diverses formes d'organització més complexes en comparació amb els altres pobles d'aquesta part del centre-est del continent europeu. La religió dels dacis rebia una certa influència de la religió hel·lènica. Així constava, amb tot, un panteó de déus on s'identificava cada déu amb algun element del medi on vivia. Zamolxys era el déu suprem i de tota la Terra; a més, era la divinitat dels vius i els morts, del món subterrani i de la vida després de la mort. Gebeleizis era el déu del foc, de la guerra i de la pluja, i es creu que és l'homòleg del déu nòrdic Thor. Derzis era el déu de la salut, Bendis era la deessa del camp, vinculada a la màgia, a l'amor i a la maternitat i, finalment, trobem la deessa Kotys, que era la reina mare de la mitologia dàcia.
L'estat daci —sota la direcció del cabdill Burebista (70-44 aC)— es va organitzar en un estat fortament centralitzat que va arribar a amenaçar els interessos a la zona del creixent Imperi Romà. L'any 44 aC, Juli Cèsar va planificar tot un seguit de campanyes contra els dacis, campanyes que mai va poder dur a terme perquè va morir assassinat. El líder dels dacis, Burebista, com succeí amb el Cèsar romà, va morir assassinat també i l'estat daci es va fragmentar en petites comunitats corresponents a les tribus dàcies. La divisió perdurà fins que l'any 95 dC, quan el cabdill Decebal va unificar de nou el poble daci en un estat que va tornar a ser un potent enemic dels romans a la regió. Per aquest motiu l'emperador Trajà va començar tot un seguit de campanyes contra els dacis i els seus aliats, els guetes. Aquestes es coneixen amb el nom de les Guerres Dàcies (101-102 i 105-106), en què els dacis i els guetes foren derrotats, el centre i el sud del territori daci van passar a formar part de l'Imperi Romà i es va crear la província romana de la Dàcia. Les muntanyes dels Carpats i la part nord de l'actual Romania van constituir el territori de la Dàcia lliure, però tot i això el poble daci que es trobava en aquest territori va sofrir una profunda romanització en tots els sentits.
Dàcia va esdevenir província romana l'any 107 (Dàcia Trajana o simplement Dàcia) amb uns límits definits: a l'oest el riu Tysia que separava el país de Iaziges metanastes; al nord, les muntanyes dels Carpats; a l'est, el Hierasus fins a la confluència amb l'Ister, i al sud quedava separada de Mèsia pel Danubi. El pont construït per l'arquitecte de Trajà, Apol·lodor de Damasc, a les portes de Ferro assegurava la comunicació amb les terres del sud, això no obstant, fou destruït per ordre de l'emperador Adrià el 120 per prevenir incursions dels bàrbars a Tràcia. També es van construir carreteres, bàsicament tres, connectades a la via Trajana al sud de Danubi. El 108 es va fundar la metròpoli Ulpia Traiana Augusta Dacica Sarmizegetusa, damunt del que havia estat l'antiga capital de l'estat daci, Sarmizegetusa.
La província de Dàcia fou poblada amb romans de moltes procedències; la província era consular i estava administrada per llegats. Dues legions foren estacionades al país. L'any 129 es va dividir en dos: Dàcia Inferior i Dàcia Superior. Marc Aureli (161-180) la va dividir en tres províncies: Dàcia Porolissensis (per la ciutat de Porolissum), Dàcia Apulensis (per la ciutat d'Apulum) i Dàcia Malvensis (per la ciutat - desconeguda- de Malva) amb una capital comuna i una assemblea comuna però independents, cadascuna amb el seu procurador, subordinat a un governador de rang consular (procònsol).
L'any 271 dC l'emperador Lluci Domici Aurelià va decidir evacuar els territoris de la província de la Dàcia i ubicar una nova província de la Dàcia al sud del Danubi que va ser poblada amb la major part dels colons romans i aquells dacis que van voler romandre sota el control de Roma, ja que per l'Imperi era més fàcil controlar les fronteres naturals. Això va fer que l'antic territori de l'antiga Dàcia fos ocupat progressivament per tots els pobles que des de les planures danubianes volien entrar dins l'Imperi Romà. Així per aquells territoris varen passar els gots i d'altres pobles germànics que els varen succeir. Els colons romans foren instal·lats al sud del riu Danubi entre l'alta i la baixa Mèsia, en un districte conegut com a Dàcia Aureliana, que després es va dividir en dues províncies: Dàcia Ripensis (al Danubi amb capital a Ratiaria) i Dàcia Mediterrània amb capital a Sàrdica, que junt amb tres províncies més fou part de la diòcesi de Dàcia. Les relacions comercials entre els dos costats del riu van continuar i la llengua llatina va subsistir. De l'actual Romania només va romandre sota control romà la província romana de Scythia Minor, amb capital a Tomis (actual Constanţa), aspecte important a tenir en compte pel que fa a la difusió del cristianisme per la regió.

### Invasions i primeres mostres del cristianisme

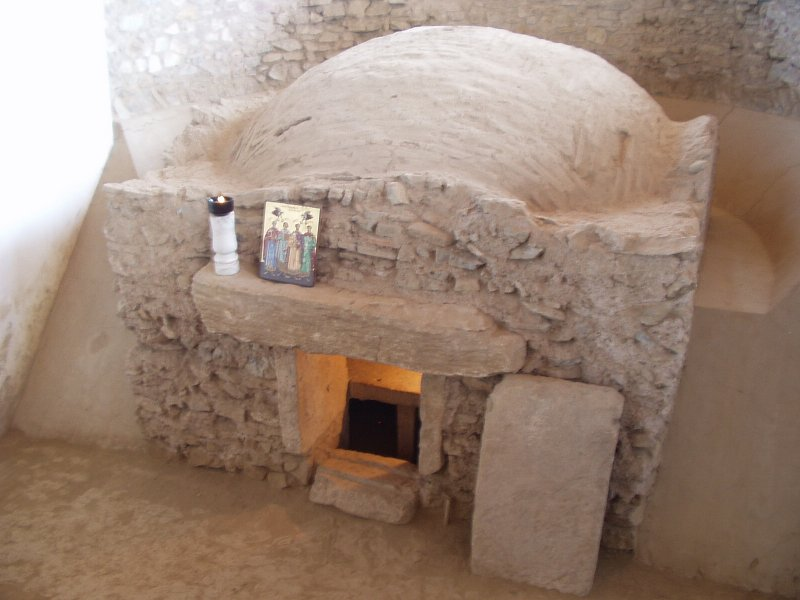
Sepulcre cristià de Niculiţel on es troben localitzades les restes dels primers màrtirs cristians a la Dàcia

El 376 la regió fou conquerida pels huns, que dominaren els ostrogots, per la seva banda els visigots es desplaçaren a les fronteres de l'Imperi Romà per poder entrar-hi com a poble federat. Els huns van mantenir el domini a la regió fins a la mort d'Àtila el 453. Aleshores els gèpides, dirigits per Ardaric, van erigir el seu regne, que va subsistir fins al 566 quan fou destruït pels llombards, que foren desplaçats pels àvars (segona meitat del segle vi). Aquests van dominar la regió durant uns 230 anys quan el regne fou destruït per Carlemany a finals del segle viii (791). Al mateix temps començaren a arribar els eslaus que s'establien pacíficament i foren considerats la classe baixa i servil de la societat. Se'ls permetia l'assentament al territori per produir productes agrícoles, però a poc a poc es van establir arreu i es van fusionar amb altres grups que havien quedat a la regió com celtes, guetes, dacis o romans. Destruït el regne àvar, el seu lloc fou ocupat pels hongaresos, que al segle ix van entrar a Dàcia i només van trobar camperols eslaus organitzats per clans i sense poder central. Aquests eslaus eren els valacs o vlakhs (ells s'anomenaven rumunii) i eren una barreja de pobles (celtes, getes, dacis i eslaus) romanitzats que havien estat vivint a les muntanyes o a llocs allunyats però amb predomini dels eslaus. El segle x els valacs ja eren sotmesos a Hongria.
El 976 el príncep búlgar David fou assassinat per un valac. L'Imperi Búlgar va caure en poder de l'Imperi Romà d'Orient el 1018. Els valacs en foren aliats de l'Imperi Romà d'Orient i van servir al seu exèrcit però les incursions dels petxenegs o patzinak (finalment establerts al nord-est de Bulgària) va provocar l'emigració de molts valacs i sobretot dels dacoromanesos del sud del Danubi al segle xi. Les guerres amb Hongria i les incursions dels uzes, una tribu turca, vers el 1100, van ajudar a aquesta emigració; aquests emigrants es van dividir: uns cap a l'oest, on van originar les comunitats aromaneses de Dalmàcia (morlacs, que vol dir 'valacs negres') i Ístria (istroromanesos); altres cap al sud, on van originar els aromanesos que viuen avui a Grècia, Bulgària, Macedònia i Albània, països on van originar les branques dels kutzovalacs (Grècia), els aromanesos de Bulgària, els txobans o farserotes a Albània, i els meglenoromanesos. A Sèrbia els aromanesos van originar comunitats de cultura comuna conegudes avui pel nom de tsintsars. Els que van emigrar al nord van originar el dacoromanesos (els romanesos actuals); els macedoromanesos (aromanesos de Romania) són probablement emigrants posteriors.
Pel que fa a la presència i la difusió del cristianisme a la regió es creu que aquest arribà a la mateixa de la mà de l'apòstol Sant Andreu, que va fer una tasca evangelitzadora pels territoris de l'actual Romania, Ucraïna, la costa russa del mar Negre i el Caucas, i que va fixar possiblement la seva residència a Tomis (Constanţa) al llarg d'un ampli període, motiu pel qual la ciutat romana va passar a ser considerada seu episcopal, tal com ho demostren els nombrosos documents que parlen de l'antiga ciutat romana. No és en va que Sant Andreu és el patró de Romania, entre altres països (la festa d'aquest sant se celebra el 30 de novembre i commemora el seu martiri i mort a mans dels romans). Tot i això, no se sap amb seguretat si les poblacions dàcies es van convertir al cristianisme o si majoritàriament varen romandre en llurs creences romanes o d'origen daci.
Un cop el cristianisme es va convertir, amb l'Edicte de Milà (313), en la religió de l'imperi, aquest es va anar difonent més àmpliament per l'antiga província romana de la Dàcia, ja que a la regió es va traslladar el bisbe arrià Ulfias (345) (ordenat com a tal pel bisbe arrià Eusebi de Nicomèdia), per tal de convertir al cristianisme els gots presents als territoris de la Dàcia, més concretament, a l'arrianisme. Ulfilas va difondre la paraula de Crist en llengua grega, goda i llatina i posteriorment va ser l'autor de la traducció de la Bíblia a la llengua gòtica, però cap al 348 va haver de fugir d'aquests territoris i refugiar-se més enllà del Danubi, ja que els cabdills visigots desconfiaven de la seva presència.

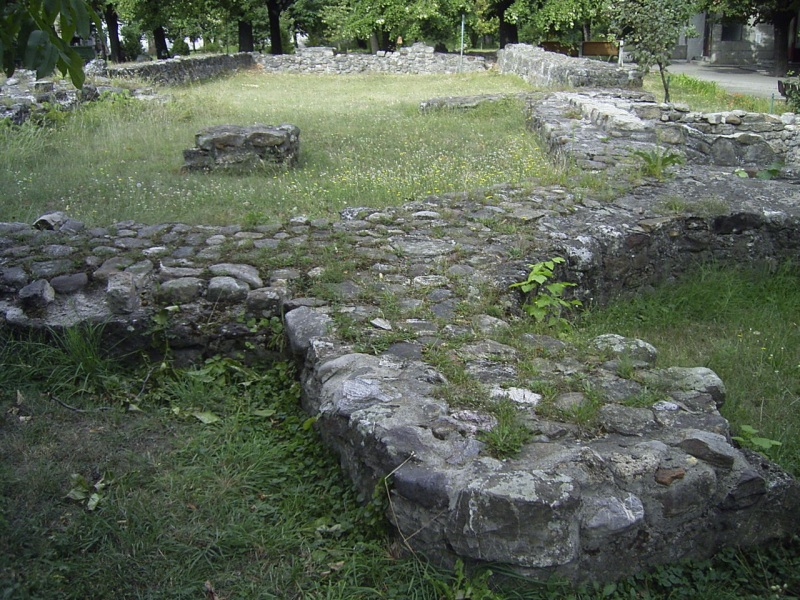
Restes d'una primitiva església ortodoxa a Drobeta-Turnu Severin.

Certament és encara una incertesa la difusió real del cristianisme a aquesta part dels Balcans, però hi ha evidències que a aquesta regió la religió cristiana era present, potser de forma feble i en un estat incipient, ja que l'antiga província romana de la Dàcia en aquell moment es trobava exposada a l'arribada contínua de pobles germànics o eslaus procedents d'altres parts del continent europeu. En tot cas, s'han trobat les restes d'una església primitiva a la regió del Baix Danubi, a Sucidava. Sembla que aquest temple va ser destruït pels huns i reconstruït per Justinià I en els primers anys del seu mandat com a emperador romà d'Orient (527 – 565), fet que demostra que va haver-hi una presència real i constant de comunitats cristianes en aquells temps.
Pel que fa a la província de la Scythia Minor, que també forma part de l'actual Romania, va romandre sota control de l'Imperi Romà i com ja hem dit anteriorment a la seva capital (Tomis) es va crear un bisbat. Així podem trobar la presència de bisbes de la província de Tomis participant activament als nombrosos sínodes i concilis celebrats des de la segona meitat del segle iv i del segle v i inclòs lluitant activament contra "l'heretgia arriana". Al llarg del segle vi el bisbat de Tomis es va consolidar, rebent la consideració de província metropolitana, el titular de la mateixa rebia la consideració de metropolità, tenia sota el seu control a 14 bisbes sufragants (que corresponien a les principals poblacions de la província), responent i depenent directament del Patriarca de Constantinoble. Vinculat per la llengua a Roma i pel dogma a Constantinoble. S'ha de destacar que varen ser originaris de la regió Sant Joan Casiano (que fou fundador de diversos monestirs a Marsella) i Dionisi l'Exigu.
La difusió del cristianisme per aquesta regió compresa entre el Danubi i la mar Negra va ser molt diferent de la de la resta de la Dàcia, molt segurament perquè la mateixa va romandre sota control romà en el moment en què la religió cristiana va esdevenir religió de l'imperi. Així trobem que s'han descobert unes 35 basíliques corresponents als segles iv i vi i que es troben localitzades als principals centres urbans de la província, com són Tomis (Constanţa), Callatis (actual Mangàlia), Tropaeum Traiani (Adamclisi), Hístria (Ístria), Axiopolis (Cernavoda), Troesmis (Iglitia), Dinogetica (Garvani), on s'han trobat nombrosos objectes amb inscripcions corresponents a aquesta època.
En definitiva, trobem que mentre a una part del territori de l'actual Romania, la corresponent a la província de la Dàcia, no es té constància d'un procés de cristianització ferm, a la part del territori que va romandre sota control romà sí que se sap que el cristianisme va arrelar àmpliament entre la població de la regió. És per això que no podem donar una data de cristianització de les poblacions que formen el poble romanès. El procés de cristianització dels dacis romans té unes característiques molt específiques, ja que va durar uns quants segles, com a resultat moltes vegades de l'entrada en contacte de dacis autòctons amb colons de la regió de la Scythia Minor, i del contacte de colons d'aquesta província amb antics colons romans de la Dàcia, o amb integrants de les poblacions germàniques o eslaves assentades a la regió. La llengua llatina i la religió cristiana varen esdevenir uns factors molt importants en el procés d'unificació ètnica, lingüística i espiritual de totes aquestes comunitats i poblacions (autòctons i nouvinguts) que es trobaven al territori de l'antiga província de la Dàcia. Així, segons sosté la Patriarquia romanesa en els seus principis fundacionals "a Romania la romanització i la cristianització han estat dos processos paral·lels que han donat a la història un poble nou, el romanès, amb una creença nova, la cristiana. En altres paraules, el poble romanès ha nascut cristià".

## Domini búlgar i lluita pel reconeixement de l'ortodòxia romanesa

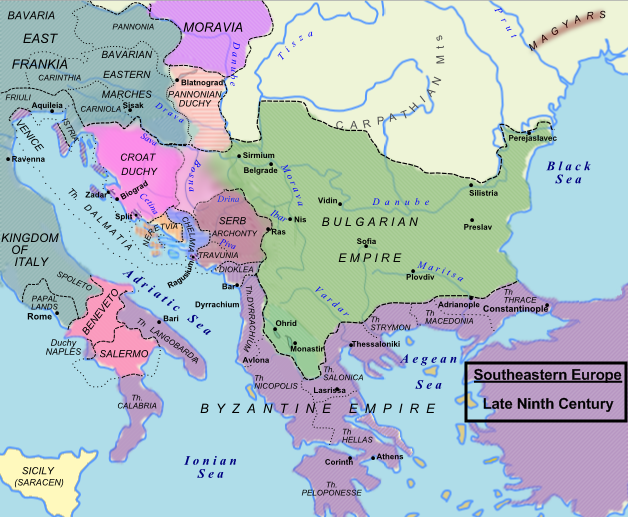
Imperi Búlgar a principis del.

### Consolidació del cristianisme sota el domini búlgar
Al llarg del segle vii l'organització de l'Església del sud del Danubi va passar a estar controlada per les tribus àvares i eslaves, que fins i tot van arribar a destruir la seu episcopal de Tomis i van fer desaparèixer aquest bisbat. La presència dels eslaus a la Península Balcànica va provocar que els contactes entre els dacis i els romans del nord del Danubi (el que reconeixem com a Dàcia) amb les poblacions romanes del sud del Danubi (Scythia Minor) fossin escassos. Les noves poblacions arribades a poc a poc es van anar convertint al cristianisme i es van anar romanitzant fins a imposar-se entre elles la religió cristiana. En canvi, a partir del segle x la llengua eslava es va acabar imposant en el culte a Romania (aquest fet es mantingué fins al segle xvii).
El fet que desaparegués el Bisbat de Tomis va fer que es reclamés des de les poblacions romaneses del sud del Danubi el nomenament d'un nou bisbe autòcton. No se sap amb certesa si aquesta demanda va reeixir. Hi ha proves que entre els segles XI i XIV va existir una seu episcopal al sud del Danubi anomenada Episcopat dels Valacs, que comprenia un territori que actualment forma part de Sèrbia i Bulgària. També entre els anys 1185 i 1186 va néixer l'Arquebisbat Valac - Búlgar de Tarnovo, que corresponia al Principat Valac Búlgar de Tarnovo.
Amb la consolidació de l'Església búlgara al segle ix (coincidint amb l'aparició de l'Estat búlgar) es van crear bisbats a les poblacions del sud del Danubi de Vidin i Silistria. L'Església búlgara semblava decantar-se cap a l'obediència directa a Roma, ja que amb la coronació l'any 869 del rei dels búlgars Boris i la seva conversió al cristianisme, aquest va declarar la seva obediència al Patriarca de Roma, en part a causa del fet que era un acèrrim enemic de l'emperador romà d'Orient. El gran control que tenien els emperadors romans d'Orient a l'Església i sobre el patriarca de Constantinoble (en una clara mostra de cesaropapisme) feia difícil que els cristians búlgars acceptessin el control de l'Església búlgara per part del patriarca de Constantinoble, motiu pel qual es va donar obediència al papa de Roma com a màxima autoritat eclesiàstica. Amb el debilitament de l'estat búlgar a causa dels continus atacs de diferents pobles eslaus i el definitiu control d'aquest per part de l'Imperi Romà d'Orient, mitjançant l'atac ordenat per l'emperador Basili II l'any 1018, l'Església búlgara va haver de jurar obediència al patriarca de Constantinoble. Així va ser com aquesta part de la cristiandat va entrar en el món grec i ortodox del cristianisme oriental.
Per la seva banda, Transsilvània va ser controlada pels hongaresos i els magiars al segle xi. Es va sotmetre la població autòctona a un règim d'esclavatge i de dominació mitjançant la instauració del feudalisme. Aquesta població també va ser obligada a romandre sota l'obediència al papa de Roma, quan el rei d'Hongria va adoptar el catolicisme l'any 1000, tot i que la majoria de la població era de confessió ortodoxa. El rei Andreu II d'Hongria a principis del segle xiii va cridar en la seva ajuda cavallers dels ordes teutònics, perquè el seu regne estava patint tot un seguit d'atacs per part de poblacions cumanes que volien penetrar a Transsilvània. La vinguda de cavallers teutons va servir per rebutjar l'atac i enviar els cumans a Moldàvia i Valàquia. També l'arribada dels teutons va anar acompanyada de grans quantitats de població procedents de Saxònia que es van assentar en territoris moldaus i valacs, en els turons dels Carpats orientals i meridionals, i que en molts casos van desplaçar d'aquells territoris les poblacions autòctones, i en van crear importants comunitats germàniques al centre mateix de l'actual territori de Romania. Quan a principi dels anys vint del segle xiii es va decidir l'expulsió dels cavallers teutons, ja que tenien pretensions de crear el seu propi regne, es va permetre que les poblacions saxones romanguessin en llurs assentaments, en part perquè eren de confessió catòlica, van rebre de part del rei Andreu II un ampli estatus d'autonomia i tot un seguit de privilegis fiscals a canvi d'ajudar els monarques hongaresos a sotmetre la població autòctona –de confessió ortodoxa– i, per tant, a mantenir el domini hongarès a la regió.
La zona de Valàquia i Moldàvia –que són els altres dos territoris històrics que formen conjuntament amb Transsilvània i la Dobrudja (Scynthia Minor) Romania– va romandre sota control de l'Imperi Romà d'Orient arran de la desaparició de l'estat búlgar des de l'any 1018 fins que l'any 1185 els búlgars de nou van aconseguir desfer-se de l'ocupació romana d'Orient i van poder reorganitzar el seu estat. Aquest, però, va durar poc perquè a principis del segle xiii, igual que Hongria, els seus territoris van començar a rebre atacs dels cumans, que finalment van controlar la regió. Així es constituïa el regne de la Cumania. A aquest regne es van desplaçar uns frares dominics per mirar de convertir el seu cabdill al cristianisme. Com que aquests reeixiren en la seva missió, el Papa Gregori IV va decidir crear per a ells un bisbat, el de Cumania, que va ser anomenat Seu de Milcovia, en referència al riu Milcov, que era la frontera natural de Moldàvia i Valàquia. El regne dels cumans va durar ben poc, ja que al cap de poc de temps les dissensions internes entre aquests a l'hora de triar un nou cabdill van fer que una part dels cumans s'aliessin amb els hongaresos i així el rei d'Hongria va ampliar els seus dominis al regne dels cumans, tot i que era el príncep hereu el que governava aquests territoris en el seu nom.

### Supervivència de l'ortodòxia romanesa i aparició dels principats romanesos
La persistència de la població de confessió ortodoxa en territori dominat pels hongaresos era una cosa que preocupava relativament les autoritats romanes, tal com ho mostra una correspondència de l'any 1234 que va enviar el papa al futur rei dels hongaresos Bela IV, en aquell moment príncep de Cumània, en què es queixava de la presència de walathos (en referència a la població autòctona i de confessió ortodoxa de la Valàquia) a la Diòcesi de la Cumania, que menyspreant a l'Església de Roma no rebien el sagrament de mans del bisbe de la diòcesi, sinó de bisbes heretges de ritu grec i ortodox. El mateix passava amb molta de la població autòctona de Transsilvània que continuava amb les seves pràctiques religioses ortodoxes. Clarament per aquestes poblacions la seva religió no era ni de bon tros herètica, sinó tot el contrari. Per aquest motiu el papa recomanà al príncep que manés al bisbe de la Cumania l'ordenació per a aquesta població d'un bisbe catòlic autòcton ili natione conformen, fent referència a la necessitat que parlés romanès.
Arran de la invasió tàrtara del 1241 la diòcesi de Milcovia es va desfer i la dominació hongaresa a l'antic regne dels cumans va desaparèixer. El regne d'Hongria s'havia afeblit, en part per les contínues campanyes que havia de portar a terme per aturar les ordes invasores de tàrtars i per les disputes internes entre els pretendents al tron. Això va fer que els hongaresos es repleguessin i acceptessin la dominació tàrtara a la regió de la Cumania. El poder tàrtar, que s'organitzava al voltant del kan, no va poder arrelar fortament a la regió, ja que les disputes dinàstiques entre els diferents clans debilitaven el seu poder. Així l'ocupació i dominació del territori de la Cumania no va durar gaire i ja a la segona meitat del segle xiii podem trobar petites entitats feudals que van ser l'embrió dels futurs principats cristians de Moldàvia i Valàquia.
Amb l'arribada al tron d'Hongria del primer rei de la dinastia Angevina, Carles Robert I, l'any 1308, es va restablir de nou la pressió dels hongaresos sobre Moldàvia i Valàquia per controlar aquells territoris. Aquesta pressió va quedar truncada amb la derrota del rei hongarès davant del príncep de Valàquia Besarav (1330). Això va portar els hongaresos a encetar una estratègia diferent per prendre el control de la regió i que no passava per l'ús de la força. Aquesta estratègia necessitava l'ajut d'un element prou poderós per a justificar qualsevol acció per tal de dominar la regió. L'ajut buscat pels hongaresos procedia de Roma, encarnat en la figura del papa. Així, el rei Carles Robert I va ordenar enviar un informe a Joan XXII per demanar-li la reinstauració del Bisbat de Milcovia com a successor del de Cumania i el nomenament del capellà reial, el franciscà Vito de Monteferro com a cap de la nova diòcesi. Joan XXII va accedir a les peticions del monarca hongarès, tot i que es mostrà caut al respecte, motiu pel qual va escriure al Primat d'Hongria que nomenés un nou bisbe i crees la nova diòcesi. Però el primat d'Hongria i el bisbe de la Cumania (que continuava existint però en precàries condicions) van negar-se a la constitució de la nova diòcesi, ja que això significava perdre el control de les rendes aconseguides de les terres en aquella part dels Carpats, motiu pel qual es va desestimar el projecte del rei hongarès. L'any 1347 el rei Lluís I d'Hongria va aconseguir expulsar els darrers reductes de tàrtars que restaven a Moldàvia i va aprofitar això per tornar a demanar al papa la creació de la diòcesi de Milcovia, fet que aquesta vegada sí que aconseguí, si bé no és del tot segur que el bisbe responsable de la seu arribés a residir-hi mai.
Pel que fa als principats de Valàquia i Moldàvia, es van assentar com a estats independents, en part per l'expulsió dels darrers reductes tàrtars, en part per la incapacitat dels hongaresos d'articular una forma per aconseguir dominar la regió. Això ho aprofitaren els prínceps valacs i moldaus per demanar al patriarca de Constantinoble la designació d'un metropolità per a llurs territoris. En aquest sentit el príncep valac Nicolas Alexandru elevà una reclamació a Constantinoble. L'any 1359 el metropolità de Vicina (actual Isacea) va ser traslladat a Arges, la capital de la Valàquia, i es va crear així la seu metropolitana d'Ungrovlahia. El Papa Gregori IX també va pensar a traslladar al bisbe de Milcovia a Curtea d'Argeş per contrarestar la presència ortodoxa, intenció que finalment no es va concretar. A Moldàvia la presència més nombrosa de catòlics va afavorir les aspiracions papals en aquelles contrades. El principat que es va constituir com a tal l'any 1359 no va aconseguir que se'l nomenés metropolità fins a l'any 1401.
El principat, des de la seva constitució fins a l'any de l'assoliment del metropolità va dependre del metropolità de Galitza, que es trobava dins del regne de Polònia (que era una de les potències europees del moment en aquella part del continent). A partir de 1365 Lluís I d'Hongria va encetar una sèrie de campanyes militars per aconseguir la dominació del principat moldau, el príncep Vladislav (conegut també amb el seu apel·latiu Laţcu) davant de la superioritat dels hongaresos va acudir a demanar ajut a Casimir III de Polònia, que era l'oncle del rei hongarès, per poder mantenir la independència del seu principat. Però quan l'any 1370 el rei polonès va morir sense descendència es va decidir triar el seu nebot com a rei de Polònia, motiu pel qual Moldàvia perdia el seu aliat i es quedava totalment indefensa. Davant de la nova situació, el príncep Vladislav va decidir seguir el consell dels franciscans present a llurs dominis i es va dirigir al papa de Roma, en aquell moment Urbà V, per demanar-li que intercedís en el seu favor davant del rei hongarès i polonès. A canvi, el príncep Vladislav s'oferia a convertir-se ell i tot el seu poble al catolicisme, i demanava que la capital de llurs dominis, Siret, fos elevada al rang de ciutat i seu episcopal. Així un any després es va consagrar un bisbe per a la nova diòcesi, que hauria d'estar directament vinculada a Roma i, per tant, no dependria ni de Polònia ni d'Hongria. Vladislav abandonà la confessió ortodoxa i abraçà el catolicisme per motius polítics. En la seva conversió sembla que no l'acompanyaren gaires persones més, ja que la seva pròpia esposa va romandre ortodoxa. Les seus episcopals de Siret i Milcovia no eren gaire importants, en part perquè no rebien gaires donacions i, per tant, tenien poques rendes per poder sobreviure. A més, els responsables de la diòcesi eren absents gran part del temps i desconeixien la llengua romanesa. La gran majoria dels catòlics es concentraven en poblacions on la major part de la població era d'origen saxó o hongarès. La gran majoria de la població autòctona va romandre en l'ortodòxia, tot i que hi havia gran nombre de frares dominics i franciscans al principat amb l'objectiu d'aconseguir conversions al catolicisme.
Després de la mort de Lluís I, rei d'Hongria i de Polònia, i per tant, amb la divisió de nou dels dos regnes, el príncep Pere I de Moldàvia va decidir tornar a l'ortodòxia i va demanar al Metropolità de Galitza que consagrés dos bisbes pels seus territoris; un d'ells, Josep, era familiar del mateix príncep. Tan bon punt es consagraren els dos nous bisbes, Pere I va demanar al patriarca de Constantinoble que nomenés Josep com a metropolità. El patriarca de Constantinoble va accedir a nomenar un metropolità, però un d'origen grec, i Pere I s'hi va negar. Davant de la negativa Neilos, patriarca de Constantinoble, va decidir excomunicar Pere I i els moldaus. El conflicte perdurà fins a 1401 quan, una vegada traspassats tant Pere I com Neilos, Alexandre el Bo, príncep de Moldàvia i Mateu I, Patriarca de Constantinoble van acordar la creació de la seu metropolitana de Siret i el nomenament del bisbe Josep com a metropolità. L'assoliment de la seva pròpia seu metropolitana pels principats romanesos va servir per consolidar el seu poder i la seva independència.
Pel que fa als ortodoxos de Transsilvània, aquests no podien organitzar-se en la seva pròpia Església, a més el papa pressionava els reis hongaresos per acabar amb la població cismàtica. La manca d'organització de l'Església ortodoxa a Transsilvània provocava que els metropolitans de Valàquia portessin també la titulació de "Exarques d'Hongria i de les Muntanyes". El clergat ortodox vivia enmig d'unes precàries condicions i inclòs de persecucions, i es van arribar a donar casos com el del bisbe ortodox de Huneodara, que va ser detingut per l'inquisidor pontifici Joan de Capistrano i va ser traslladat a Roma. La conquesta de Constantinoble (1453) pels turcs otomans de confessió musulmana, la derrota dels serbis a Smederevo (1539) que va suposar la conquesta pels otomans del regne de Sèrbia, va significar la pràctica conquesta dels principats de Moldàvia i Valàquia pels otomans. Aquests principats van aconseguir mantenir una certa independència i autonomia respecte a la Porta d'Or, tot i que per aquest motiu es pagaven importants tributs i s'enviava a Istanbul (l'antiga Constantinoble) els fills de la noblesa valaca i moldava per assegurar-se així la lleialtat dels futurs prínceps envers l'Imperi Otomà. Amb la derrota hongaresa a Mohacs (1526) el regne d'Hongria va perdre bona part dels seus territoris i va estar a punt d'estar ocupat totalment pels otomans. Els hongaresos perderen el principat de Transsilvània, que passà a estar sota control dels otomans, que li donaren una autonomia semblant a la que van rebre la resta dels principats romanesos, però van posar-hi al capdavant aristòcrates hongaresos disposats a col·laborar amb els otomans. Sota l'ocupació otomana de tots els territoris romanesos van començar a arribar els primers luterans i calvinistes.

## Domini otomà i pervivència de l'ortodòxia romanesa entre el catolicisme, el luteranisme, el calvinisme i els uniats

### Domini hongarès i arribada dels protestants i els uniats

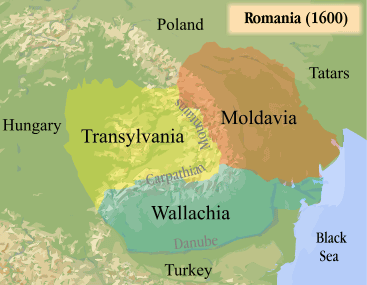
Els tres principats romanesos

Arran la reforma protestant propiciada pel sacerdot alemany Martí Luter el 1517, es va començar a difondre la reforma per tot el centre d'Europa. Així, el 1530 moltes de les poblacions saxones de Transsilvània es van convertir al luteranisme, també molts hongaresos de la mateixa regió es van convertir al calvinisme. L'any 1556 la Dieta de Transsilvània va suprimir la seu Pontifícia i Romana d'Alba Iulia i tots els sacerdots catòlics van ser expulsats dels seus territoris. L'any següent es va proclamar la llibertat religiosa. Sota el mandat del príncep catòlic Esteve Bathory, la Dieta de Transsilvània va reconèixer com a "legals" les religions catòlica, luterana, calvinista i uniata. D'altra banda, la religió ortodoxa va ser considerada com a "tolerada" i els romanesos de Transsilvània eren considerats ciutadans de segona, la presència dels protestants a Transsilvània seria molt important per entendre la configuració de la cultura romanesa.
Pel que fa a Moldàvia, entre els anys 1530 i 1580 es va produir una disminució de les comunitats catòliques, ja que bona part d'aquests es van convertir al luteranisme i al calvinisme. Entre els anys 1561 i 1563 el príncep moldau Joan II Heracli –conegut també com a Despot Vodă– va intentar que el principat es convertís al luteranisme, motiu pel qual fou assassinat. A partir de 1580 els catòlics van reaccionar, sobretot a partir de l'arribada del religiós albanès Bartolomeus Brutti que va tenir molta influència entre els prínceps moldaus Iancu Sasul i Pere V, i va aconseguir que aquest darrer acceptés primer l'entrada dels jesuïtes als seus dominis i després establir contacte amb el legat papal a Polònia amb la intenció de retre-li obediència, tal com va comunicar al papa l'any 1588. La feina de Brutti per augmentar el nombre de catòlics va donar el seu resultat amb la conversió de 20.000 moldaus protestants al catolicisme, però Pere V de Moldàvia va ser destronat en una conxorxa protagonitzada pels emissaris anglesos a Istanbul i el mateix Papa de Roma que van vendre el tro de Moldàvia a Aaron Emanoil. Aquest va decidir donar als hussites hongaresos les propietats que s'havien lliurat als jesuïtes en temps de Pere V.
A Valàquia el príncep Miquel el Valent va fer costat a la causa de la lliga antiotomana i va aconseguir el tron de Transsilvània amb l'ajut de l'emperador Rodolf II del Sacre Imperi Romanogermànic. Miquel el Valent va demanar que l'ortodòxia fos reconeguda com a religió legal. Rodolf II va decretar que les tres grans religions de la regió, el catolicisme, el luteranisme i l'ortodòxia rebessin tal reconeixement. Com a compensació el príncep valac va donar suport als catòlics del seu principat i el bisbe ortodox d'Alba Iulia va ser consagrat metropolità, de manera que es va constituir la seu metropolitana ortodoxa de Transsilvània. Quan Miquel el Valent va ser nomenat Príncep de Moldàvia es va aconseguir unificar per primer cop els principats romanesos. Aquest fet va inquietar tant els hongaresos, com els austríacs, els otomans i els polonesos, ja que es podria constituir un estat unificat que lesionés els interessos que aquests països tenien als principats romanesos, motiu pel qual Miquel el Valent va ser assassinat i els principats de nou es van dividir. Amb la desaparició del príncep Miquel el Valent es van esvair les esperances dels ortodoxos de veure com la seva confessió era reconeguda legalment a Transsilvània.
L'any 1626 el príncep de Transsilvània Gabor Bethlen, de confessió, calvinista va decidir sortir en ajuda dels ortodoxos, ja que va reinstaurar les seves antigues possessions del clergat ortodox, els va eximir d'alguns pagaments d'impostos i va afavorir l'ensenyament i la publicació de llibres en llengua romanesa. L'any 1627 va nomenar el monjo ortodox Gennadi com a arquebisbe ortodox del principat a canvi que acceptés l'obediència al superintendent calvinista, que la llengua romanesa esdevingués llengua oficial de culte i de prèdica, i que s'imprimissin els llibres eclesiàstics calvinistes, així com que s'erradiqués tota mena de supersticions. El príncep de Transsilvània va demanar ajut al patriarca de Constantinoble Cirili Lukaris, que tenia una certa orientació calvinista, perquè facilités la conversió de la població ortodoxa de Transsilvània al calvinisme. L'any 1629 el príncep va traspassar i el va succeir Gregori Rakoczy, que continuà amb la mateixa política del seu predecessor. Tot i les bones relacions entre el metropolità Gennadi i el príncep hongarès, el primer es va negar que es publiquessin llibres calvinistes a la regió, però Gregori va aconseguir que un monjo ortodox traduís al romanès un catecisme calvinista. L'any 1640 va traspassar el metropolità i el príncep Gregori va pensar a designar a un metropolità que acceptés la seva política, però l'elecció no va ser fàcil, ja que cap religiós ortodox acceptava aquest joc religiós, tal com ho mostra l'empresonament del successor de Gennadi. La majoria del clergat ortodox de Transsilvània es va negar a acceptar la confessió de fe lukariana d'estil calvinista. En el sínode reunit a Iasi van acceptar la confessió de fe de Pere Moghila, tot i que expurgada de les seves doctrines sobre el purgatori i l'epiclesi que s'oposaven a la tradició doctrinal ortodoxa.
L'atac més important contra el calvinisme va procedir de Moldàvia, ja que el patriarca moldau Vaarlam va publicar l'any 1645 una refutació del catecisme calvinista publicat a Transsilvània. Aquesta refutació va tenir ressò a Moldàvia i a Valàquia on el príncep Mateu Basarab va lluitar contra el calvinisme. Els dos principats romanesos van esdevenir dos reductes de l'ortodòxia dins l'Imperi Otomà alhora que el catolicisme cedia terreny als principats romanesos. A Transsilvània el perill que suposava el calvinisme per l'ortodòxia va passar al catolicisme, que va esdevenir la segona confessió més important de la regió.

### Dominació austríaca i pervivència de l'ortodòxia entre els imperis
Amb el setge de Viena de 1683 pels otomans i amb la signatura del Tractat de Karlowitz (1699) es va encetar una nova dinàmica al centre d'Europa, ja que els otomans van replegar-se cap a la zona sud-est del continent europeu, i van deixar el control de Transsilvània als Habsburg. Des de l'any 1696 el principat va deixar de ser governat per prínceps hongaresos autòctons. Això va ser aprofitat per l'emperador Leopold I del Sacre Imperi Romanogermànic per decretar que el catolicisme, el luteranisme, el calvinisme i l'uniatisme eren confessions legals, mentre que l'ortodòxia rebia de nou la condició de religió tolerada a Transsilvània. De seguida els jesuïtes van establir a la regió una Església uniata. L'any 1697 es va oferir al metropolità ortodox de Transsilvània alliberar-se respecte al superintendent calvinista a canvi d'acceptar la Unió amb Roma, però el traspàs del metropolità va fer que el nou metropolità designat, el bisbe Atanasi anés a Valàquia per ser consagrat com a nou metropolità. A la capital del principat valac va ser rebut amb tota mena de sospites i se'l va obligar a acceptar l'ortodòxia tal com es recollia a la confessió de fe de Pere Moghila si volia ser consagrat. L'abril de 1698 l'emperador Leopold I va emetre un diploma pel qual tots els clergues ortodoxos romanesos que es passessin a les quatre confessions legals rebrien totes les contraprestacions i privilegis que els clergues d'aquestes confessions, a més si es convertien al catolicisme i, per tant, reconeixien l'autoritat única del Papa de Roma com a cap únic del cristianisme rebrien encara més privilegis. Al juny de 1698 el primat hongarès, el Cardenal Kollonitz, va definir els quatre punts a observar per aconseguir la unió de les esglésies cristianes. Aquests eren el reconeixement del Papa de Roma com a cap únic de la cristiandat, l'ús del pa àzim per la celebració de les eucaristies, el Filioque en el credo i acceptar la doctrina del purgatori.
L'octubre de 1698 uns trenta sacerdots ortodoxos de Transsilvània van signar un document on feien pública la seva intenció de fer-se membres de l'Església uniata, tot i que desitjaven la voluntat de mantenir els costums romanesos. Al febrer de 1699 Leopold I del Sacre Imperi Romanogermànic va publicar el diploma pel qual s'establia l'Església uniata a Transsilvània sense haver de pagar impostos per les propietats adquirides per la nova Església i importants exempcions fiscals per als seus clergues (el nom oficial de la nova Església era el d'Església Romanesa Unida amb Roma, però rebia la denominació popular d'Església grecocatòlica). L'any 1701 aquests privilegis es van ampliar als fidels de la nova Església. Com que la unió tenia poca acceptació Kollonitz, va cridar al metropolità Atanasi a Viena on va haver de comparèixer davant d'una comissió judicial. Se'l va obligar a signar un document on es comprometia a trencar qualsevol llaç amb el metropolità i el príncep de la Valàquia, a obligar els seus fidels a convertir-se a l'uniatisme i a rebre com a conseller un teòleg catòlic. El metropolità es va veure obligat a acceptar i seguidament el Cardenal Kollonitz va repetir la seva consagració sacerdotal sub conditione; a més es va oferir als seglars que acceptessin la seva conversió a l'uniatisme amb les mateixes condicions favorables que gaudien els catòlics a la regió. La seu metropolitana ortodoxa d'Alba Iulia es va transformar en un bisbat uniat i Transsilvània va perdre el títol de metropolità ortodox, situació que perdurà fins a l'any 1864. Amb la pèrdua de la seu metropolitana els romanesos de Transsilvània van protestar enèrgicament. Atanasi fou excomunicat pels patriarques de Constantinoble, de Jerusalem, i pel metropolità de Valàquia.
Amb el traspàs d'Atanasi l'any 1713 i el nomenament de Joan Pataky, que ja s'havia passat al ritu llatí, com a bisbe uniat d'Alba Iulia es va consolidar la unió i es va traslladar la seu episcopal a Fagaras. L'any 1727 al traspàs de Pataky es va reunir el sínode de l'Església uniata per elegir el nou bisbe. Finalment es va escollir un estudiant de tercer de teologia, Inocenti Micu, que no es va traslladar a la seva seu fins a l'any 1732. Micu va ser un bisbe amb una actitud poc complaent envers Viena, ja que va defensar els seus sacerdots i fidels, va demanar que es complissin les promeses de la cort de Viena, i fins i tot va reclamar el reconeixement de nació per Transsilvània. L'any 1744 va reunir un sínode en què amenaçava de trencar amb la unió si no es complien les promeses de l'emperador. Aquest sínode va estar format per sacerdots, seglars i fins i tot membres de l'Església ortodoxa, de manera que es pot afirmar que va ser més una reunió nacional que no pas religiosa ni uniata. Per aquest motiu va ser cridat a Viena on va haver de respondre a les imputacions fetes contra ell per una comissió judicial. Condemnat, va ser enviat a Roma on morí.
A Micu el va succeir Petru Pavel Aron que va fundar escoles a Blaj, i va afavorir el desenvolupament de la cultura romanesa a Transsilvània, de manera que va contribuir al desvetllament de la consciència nacional romanesa als altres principats romanesos. Al llarg del seu mandat es va encetar una forta campanya contra l'Església uniata sobretot per part de monjos ortodoxos, fins a tal punt que el mateix bisbe va haver de fugir de la seu episcopal i refugiar-se a Sibiu. L'Església uniata va veure com el seu nombre de clergues disminuïa mentre que el nombre de clergues ortodoxos augmentava espectacularment (de 456 a 1380). Vista aquesta situació l'emperadriu Maria Teresa I d'Àustria va prendre la decisió de crear una milícia romanesa per defensar les fronteres de l'imperi i així contenir el creixement de l'Església ortodoxa a Transsilvània. Els milicians enrolats es deslliuraven de tot vassallatge però s'havien de convertir en uniates. El nou bisbe uniat, Gregori Maior va defensar fermament aquesta mesura: uns anys després en el seu informe enviat a l'emperador Josep II recollia que la mesura havia fet efecte, ja que l'Església ortodoxa havia perdut unes 746 esglésies i uns 57.000 fidels. L'informe arribà tard a Viena, ja que abans de llegir-lo, l'emperador ja havia signat l'edicte de tolerància que disposava que qualsevol Església que comptés amb més de cent famílies com a fidels podria construir les seves esglésies, hospitals i escoles. L'any següent es va permetre la separació de l'Església uniata, fet que va afavorir que molts romanesos tornessin a l'ortodòxia. Les reformes portades a terme per Josep II es van mantenir fins al traspàs d'aquest l'any 1790. Tot i que les autoritats imperials posteriors feren alguns petits intents per reinstaurar la situació anterior, ja s'havien assentat les bases per al desenvolupament de l'Església Ortodoxa Romanesa, fet que afavorí el desenvolupament d'un sentiment nacional romanès al llarg de la segona meitat del segle xviii.
A finals del segle xviii l'estat de les esglésies ortodoxes als tres principats romanesos era la següent: A Transsilvània els bisbes eren d'origen serbi, de 1796 a 1810 la seu episcopal va quedar vacant i es va haver de demanar permís al govern imperial per nomenar un bisbe romanès; l'elegit va ser Vasile Morga. Pel que fa a Valàquia, l'ocupació austríaca d'Oltènia l'any 1718 va fer que les condicions dels ortodoxos s'endurissin. L'any 1739, amb l'evacuació de les tropes imperials la situació millorava considerablement. En els anys posteriors tant Moldàvia com Valàquia van haver de patir l'ocupació militar dels russos, però aquests en ser també ortodoxos no van fer sinó que assentar aquesta confessió a la regió. En tot cas les esglésies ortodoxes de Valàquia i Moldàvia tot i tenir pocs contactes amb l'occident del continent europeu, van ser uns elements importants per mantenir i preservar la confessió ortodoxa en uns territoris que sota la dominació otomana i austríaca no havien fet més que configurar i confirmar la identitat comuna d'uns territoris, Transsilvània, Valàquia i Moldàvia, els tres principats que en un futur no gaire llunyà esdevindrien una realitat en comú i configurarien lentament el modern estat romanès.

## Paper de l'ortodòxia en la constitució de l'Estat romanès modern i supervivència sota el comunisme

### Assoliment de la independència política i religiosa dels principats romanesos de Valàquia i Moldàvia
El nomenament de Vasile Morga com a bisbe ortodox de Transsilvània l'any 1810 per part de les autoritats imperials va anar precedit de tot un seguit de dures condicions que els ortodoxos de la regió van haver de complir. Aquest va romandre a la seu episcopal fins al seu traspàs l'any 1845, moment en què es va nomenar Andreu Saguna, que va aprofitar el cicle revolucionari de 1848 per demanar la creació de nou de la seu metropolitana de Transsilvània, any en què aquest principat va ser annexionat a Hongria, situació que perdurà un any només, ja que l'any 1849 va passar a integrar-se dins de la corona austríaca. El reconeixement de la seu metropolitana es va aconseguir l'any 1864 quan es va establir a Sibiu i es va nomenar metropolità el mateix Andreu Saguna. Tres anys després Transsilvània era transferida a la corona hongaresa dins de la monarquia dual austrohongaresa (1867).
Pel que fa a Moldàvia i Valàquia, els prínceps Miquel Sturdza (Moldàvia) i Alexandre Ghica (Valàquia) l'any 1834 van invitar a visitar els seus dominis a un grup d'adeptes de la Societat Bíblica Britànica, ja que s'havien creat un seguit d'escoles lancasterianes als seus principats. L'encarregat de la societat a la regió, Benjamin Barker, després de veure els resultats d'aquestes escoles va acceptar la traducció de la Bíblia Protestant al romanès. Així l'any 1838 apareixia publicat en romanès el Nou Testament, que va servir com a llibre de text a les escoles lancasterianes de Valàquia, ja que a Moldàvia s'hi va oposar el Metropolità i el Patriarca de Constantinoble va intentar suprimir l'ús de les bíblies protestants a Valàquia.
L'any 1853 el sultà otomà Abdülmecit va cedir a les pressions franceses per donar el control de l'església de la Nativitat a Jerusalem als catòlics. Això va provocar grans protestes pels ortodoxos. El tsar Nicolau I de Rússia que es declarà "guàrdia de l'Església ortodoxa" va enviar emissaris per establir un tractat amb el sultà otomà pel qual Rússia podria intervenir en aquells llocs on l'ortodòxia estigués amenaçada. Això podia alterar l'equilibri continental preconitzat pel Regne Unit, fet que va fer que els britànics pressionessin els otomans per rebutjar el pacte. Quan el tsar va saber de les maniobres britàniques va decidir declarar la guerra als otomans i va envair Valàquia i Moldàvia amb l'objectiu de salvaguardar l'ortodòxia dels romanesos, però amb l'objectiu amagat de prendre el control dels dos principats. Aquesta acció va provocar l'esclat de la Guerra de Crimea, on els romanesos van haver de lluitar al costat dels russos. D'altra banda tant els britànics com els francesos i els otomans van formar una coalició per fer front als russos.
Àustria-Hongria, que en principi va romandre neutral, va veure com els seus interessos a la regió estaven amenaçats i sense declarar la guerra formalment a Rússia sí que va ajudar els aliats. A petició d'Àustria, que estava fent conjuntament amb Prússia de mediadora, va demanar als russos la retirada dels dos principats, demanda a la qual va accedir Nicolau I. Finalment l'any 1855 Rússia es va rendir. L'any següent es van signar els Tractats de París (1856) entre els russos, els otomans, els britànics i els francesos. Amb aquests tractats el principat de Moldàvia i el de Valàquia van assolir llur independència política respecte a l'Imperi Otomà.
Aquesta era una independència tutelada per França, Prússia i els Imperis austrohongarès, rus i otomà. La independència es va concedir pels turcs otomans a canvi de mantenir la seva influència a la regió i de rebre la garantia de les altres potències europees que no es toleraria una unificació dels dos principats en un de sol. Aquesta promesa es va mantenir només tres anys, ja que l'any 1859 es va triar com a príncep de Moldàvia (el 5 de gener de 1859) i príncep de Valàquia (el 25 de gener) Alexandru Ioan Cuza, que tenia el suport de Prússia, de França i de Rússia, de manera que es va produir la unificació de fet dels principats romanesos en el Principat de Romania. El nou principat no gaudia d'una independència plena, ja que es trobava sota la influència dels otomans, que contínuament amenaçaven d'intervenir a la regió. Una de les primeres coses que va fer el nou príncep romanès va ser secularitzar els béns eclesiàstics, que en la seva gran majoria pertanyien als monestirs ortodoxos (on la majoria de monjos eren d'origen grec), a canvi d'unes indemnitzacions. Les protestes formals tant del patriarca de Constantinoble com dels monjos, no serviren de res. Com que els religiosos no van voler cobrar els diners de les indemnitzacions, l'Estat romanès va decidir quedar-se'ls.
Una vegada assolida la unió política dels principats es va fer la unificació religiosa de les dues Esglésies ortodoxes de Valàquia i Moldàvia. L'any 1864 es va crear un Sínode General i l'any següent es nomenava el primer primat romanès, Nifon, que era el metropolità de Valàquia. L'any 1865 Cuza va fer que el parlament de Romania aprovés una llei per la qual el metropolità romanès fos nomenat Patriarca de l'Església Ortodoxa Romanesa i es declarava així la total independència de l'ortodòxia romanesa respecte al patriarca de Constantinoble, ja que no es volia cap ingerència externa sobre Romania. L'any 1866 Alexandru Ioan Cuza va ser destituït pel Parlament i es va buscar un noble alemany, Carol de Hohenzollern-Sigmaringen, que va ser nomenat príncep de Romania amb el nom de Carol I. El nou principat es va trobar enmig de la Guerra russoturca, que va ser aprofitada pels romanesos per aconseguir llur independència de fet respecte als otomans. Amb el Tractat de Berlín (1878) es posava fi a aquest conflicte i Romania veia com es reconeixia la seva independència com a principat respecte a l'Imperi Otomà, tot i que havia de cedir una part de Moldàvia, Bessaràbia i Bucovina, als russos, al mateix temps que rebia la Dobrudja meridional. L'any 1881 el príncep Carles I va ser proclamat Rei de Romania. Amb la independència de l'estat romanès ja consolidada només mancava la independència de l'Església Ortodoxa Romanesa. Aquest camí es va encetar l'any 1865 i va caldre que Carles I anés a veure personalment el patriarca de Constantinoble per veure reconeguda la seva independència. Així l'any 1885 el patriarca de Constantinoble Joaquim IV reconeixia l'Església Ortodoxa Romanesa com a església autocèfala dins de l'ortodòxia. Abans ja el romanès havia substituït el grec o l'eslau com a llengua de culte i una llei de 1872 del Parlament romanès va organitzar la vida de l'Església ortodoxa. Segons la norma, només es podia designar com a bisbes i metropolitans els naturals de Romania. L'any 1884 es va crear una Facultat de Teologia dins de la Universitat de Bucarest.

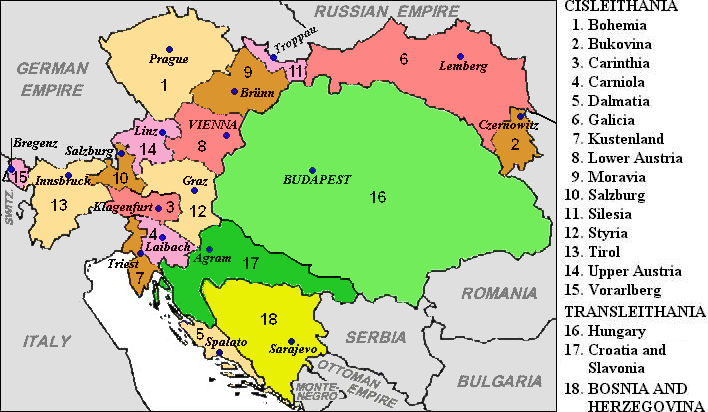
Imperi Austrohongarès.

Quant a Transsilvània cal remarcar que quan les possessions dels Habsburg es repartiren entre la corona dual que suposà l'Imperi Austrohongarès, la regió dels Carpats va ser governada directament pel govern hongarès (1867). L'Església uniata romanesa va rebre del papa Pius IX la consagració del bisbe Alexandru Şterca Şuluţiu com a metropolità uniat l'any 1853. Però uns anys després es va veure traïda pel govern hongarès, que va pactar amb la Santa Seu de Roma la seva incorporació a l'Església catòlica llatina d'Hongria. En el Concili Vaticà I el metropolità uniat i els seus delegats varen plantejar el problema de demanar el manteniment del seu ritu oriental. Aquest conflicte va romandre a Transsilvània fins a final del segle xix. Pel que fa a l'Església ortodoxa de Transsilvània s'ha de dir que depenia del metropolità de Buda des de l'any 1761 i que ençà de l'any 1810 es van tornar a nomenar bisbes ortodoxos per la Diòcesi de Transsilvània. L'any 1864 i per contrarestar el procés d'unificació i independització dels dos altres principats romanesos, l'emperador Francesc Josep I va decidir donar una autonomia a l'Església ortodoxa, tal com reclamaven els romanesos de la regió. El bisbe de Sibiu (Hermandstadt en alemany) va ser designat arquebisbe i se li van designar a dos bisbes sufragants establerts a Arad i Caransebeş. Però la situació de dominació dels romanesos no va millorar i no van poder assolir cap diòcesi més en aquest període històric. La situació va millorar quan en acabar la Primera Guerra Mundial es va desintegrar l'Imperi Austrohongarès. Romania, que havia entrat al conflicte europeu amb els aliats, va poder veure reconeguts els seus drets sobre Transsilvània. En aquell moment l'assemblea de romanesos de Transsilvània va decidir unir-se als altres dos principats, i va culminar així el procés d'unificació dels tres principats romanesos, però a aquesta decisió es va oposar fermament el govern hongarès, motiu pel qual les tropes romaneses van haver d'envair Budapest i obligar els hongaresos a reconèixer la incorporació de Transsilvània a Romania mitjançant els Tractats de pau de Trianon (1920).

### Unificació de Transsilvània amb la resta dels principats romanesos. Constitució de la Gran Romania

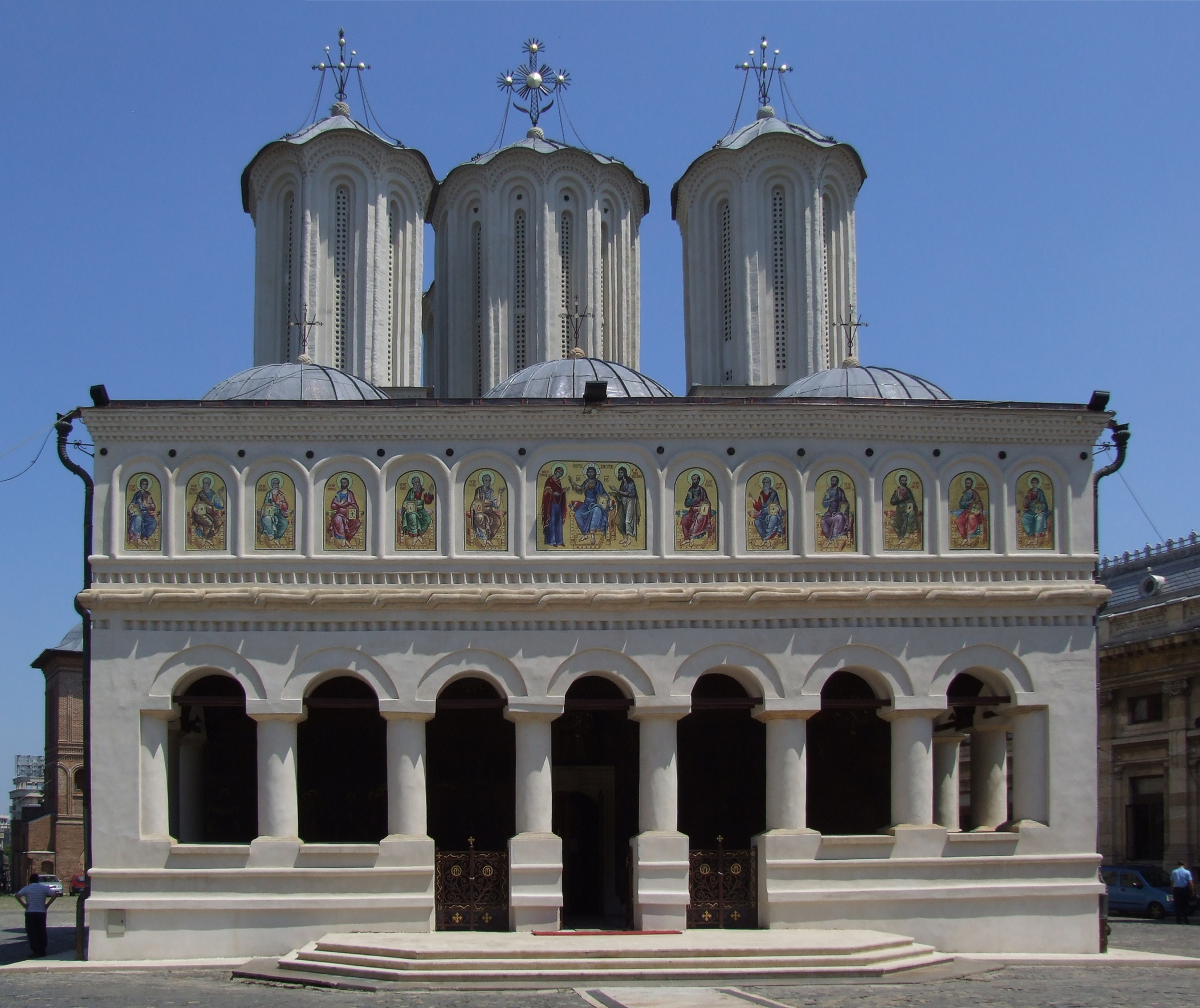
Catedral Patriarcal romanesa a Bucarest.

L'any 1920 existien al territori romanès tres esglésies romaneses, la primera corresponia al Patriarcat romanès, amb capital a Bucarest; la segona a Transsilvània, amb capital a Sibiu, i la tercera a Bucovina (província de Moldàvia que s'havia integrat dins l'Imperi Rus i que en virtut dels tractats de pau que posaven fi a la Primera Guerra Mundial es va cedir de nou a Romania). El principal repte per l'estat romanès era el d'articular en una única Església ortodoxa nacional les tres Esglésies, fet que no era fàcil, ja que les tres havien tingut les seves pròpies estructures i dinàmiques diferenciades des de la seva creació i no estava tan clar que es volgués renunciar a aquest aspecte en benefici d'una Església unificada i nacional. Per Romania era del tot important procedir a aquesta unificació eclesiàstica si no es volien veure perillar les conquestes aconseguides arran de la fi del conflicte armat europeu. Van caldre uns quants anys de llargues converses i trobades per arribar finalment a la promulgació, el 3 d'abril de 1925, de la llei per la qual es decretava la unificació de totes les Esglésies ortodoxes romaneses en una de sola, també es creava el Patriarcat de Romania i es designava com a tal el patriarca de Bucarest, Miron Cristea. Aleshores es va demanar que el patriarca de Constantinoble, Basili, ho sancionés. El dia 1 de novembre del mateix any el nou Patriarca era entronitzat com a tal en una cerimònia on varen assistir la resta dels patriarques ortodoxos. Així es culminava el procés encetat ja en els temps immemorables dels segles de l'edat mitjana, on els romanesos aspiraven a tenir un patriarca que representés llur nació.
Amb el traspàs del primer Patriarca de Romania l'any 1939 es va nomenar com a successor el bisbe Nicodemos, que va haver de viure un dels períodes més convulsos de la història de Romania. El creixent avenç del feixisme a Europa i l'eminència de l'esclat d'un nou conflicte bèl·lic d'escala mundial, així com l'agitada vida política i social a Romania, en part causada per la violència que provocava la Guàrdia de Ferro (antisemita i feixista), va provocar que el rei Carles II de Romania abolís el sistema democràtic, instaurés la dictadura i s'erigís com a dictador. Però d'una banda la signatura del Pacte Molotov-Ribbentrop, pel qual Romania va haver d'acceptar la cessió de Bessaràbia i Bucovina a l'URSS, del sud de Dobrudja a Bulgària, i la meitat nord-occidental de Transsilvània a Hongria, de manera que es va liquidar la Gran Romania; i de l'altra, l'esclat de la Segona Guerra Mundial i la inestable situació social, van fer que al setembre de 1940 el general Ion Antonescu fos nomenat primer ministre i que Carles II abdiqués. Llavors el seu fill Miquel I de Romania va ser entronitzat.
Ion Antonescu, que es va autodenominar cabdill (en romanès conducător), va proclamar l'estat legionari, i amb la intenció d'aconseguir recuperar els territoris ocupats per l'URSS va portar Romania a la Segona Guerra Mundial al costat d'Alemanya i Itàlia (juny 1941). Així les tropes alemanyes ocuparen el país i l'exèrcit romanès va participar en l'Operació Barbarroja, l'atac que Adolf Hitler va llançar contra l'URSS el 22 de juny de 1941, van ocupar Odessa i van arribar a participar activament en la batalla de Stalingrad.
Però els bombardejos aliats sobre territori romanès (1943), així com la desfeta de l'exèrcit alemany en la batalla de Stalingrad i el col·lapse de l'economia romanesa com a motiu de la participació en la guerra (1944) va fer que la classe política i la societat romanesa demanessin la sortida de Romania del conflicte mundial. La més que evident derrota dels alemanys va fer necessària una reubicació de Romania dins el conflicte. Així començaren un seguit de contactes diplomàtics amb els Estats Units i el Regne Unit per ordre de Miquel I, que no van reeixir. Tot i això, el 23 d'agost de 1944 el mariscal Ion Antonescu va ser destituït per Miquel I de Romania i va ser nomenat un nou govern de concentració nacional (on els comunistes eren presents). El 12 de setembre es va signar la pau amb les Nacions Unides (nom oficial dels aliats) i es va declarar tot seguit la guerra a Alemanya i a Itàlia. Amb la signatura d'aquest tractat Romania recuperava Transsilvània, però renunciava a Bessaràbia, Bucovina i a la Dobrudja meridional. Malgrat això, el territori romanès va ser ocupat per les tropes soviètiques, que van esdevenir els grans dominadors de la vida política i social romanesa.
A l'octubre de 1944 es va constituir un govern de coalició en què els comunistes controlaven els ministeris clau com el de Defensa i Interior. Els anteriors governs de coalició que es constituïren havien caigut per la pressió dels soviètics. El 6 de març de 1945 Stalin va pressionar perquè es constituís un nou govern liderat per Petru Groza, que va convocar eleccions pel 1946. En aquest govern van quedar exclosos els partits tradicionals (Partit Nacional Liberal –PNL– i el Partit Nacional Camperol Cristià Demòcrata –PNTCD–).

### Situació de l'ortodòxia romanesa durant i després del comunisme. De 1946 fins avui en dia
El 19 de novembre de 1946 es van celebrar les eleccions. Totes les estimacions donaven per guanyador al PNTCD per una àmplia majoria; el govern, que es presentava amb el bloc dels partits democràtics (on els comunistes eren la força més important), va adulterar el resultat dels comicis, ja que els resultats demostraven la seva derrota i va declarar-se guanyador per una majoria del 70% dels vots emesos a favor de la coalició comunista. El 30 de juliol de 1947 el líder del PNTCD, Bratianu, va ser detingut i al novembre del mateix any va ser condemnat com a traïdor de la pàtria. Enmig d'aquest ambient d'instauració d'una dictadura comunista, Miquel I va fer una crida inútil als Estats Units i al Regne Unit perquè actuessin a fi evitar el que ja era una realitat. El 30 de desembre el president del govern Petru Groza va obligar Miquel I a signar la seva abdicació, i el va obligar a marxar a l'exili. Llavors es va instaurar la República Popular de Romania.
Amb la instauració del nou règim comunista l'Església Ortodoxa Romanesa es va paralitzar. A més el nou règim va aplicar tot un seguit de normatives que li permetien destituir a aquells bisbes i sacerdots sospitosos de no ser lleials. Així van començar les detencions, deportacions a Sibèria i els empresonaments ja no tan sols a les presons, on els clergues eren posats amb els presos comuns, sinó fins i tot a alguns monestirs que es van reconvertir en presons. L'any 1948 Nicodemos va traspassar i el va succeir el metropolità de Iasi Justinian Marina, que era un home d'un caràcter fort i amb grans dots d'organització. Aquest es va posar de seguida a organitzar l'Església Ortodoxa Romanesa i aconseguí que se li atorgués un nou estatut. Aquest fou presentat al govern el febrer de 1949 i aprovat de seguida per les autoritats comunistes, i es va estendre també a les cinc diòcesis catòliques de ritu oriental que a l'octubre de 1948 el mateix govern havia suprimit i agregat a l'Església ortodoxa. L'èxit de la proposta del nou patriarca es deuria en part a la simpatia que tenia Marina envers les idees comunistes.
El mateix any 1949 el govern comunista va emetre un decret pel qual les diòcesis no podien tenir menys de 750.000 fidels, motiu pel qual es va passar de 18 a 12 diòcesis. Molts bisbes van protestar, motiu pel qual van ser detinguts; la resta van decidir acceptar la política de fets consumats dels comunistes.
Pel que fa als catòlics de Romania s'ha de dir que a causa del seu augment, sobretot a partir de la incorporació de Transsilvània a Romania (1919), es va designar un nunci papal a aquest país i se signà l'any 1927 un concordat entre la Santa Seu i Romania. Aquest concordat fou anul·lat l'any 1948. Per la seva banda l'Església Unida a Roma fou incorporada a l'Església Ortodoxa Romanesa, tal com declarà el patriarca ortodox l'octubre de l'any 1948. Els prop de milió i mig d'uniates de Romania van ser declarats oficialment pel govern comunista creients ortodoxos. Els monestirs i seminaris uniats foren clausurats, les esglésies dels uniats van passar a mans de clergues ortodoxos. Els sis bisbes uniats van ser detinguts, quatre d'ells moriren a la presó, i els altres van romandre empresonats fins a l'any 1960. Així cessava l'activitat de l'Església Romanesa Unida a Roma, que no va tornar a exercir les seves activitats oficialment fins a la caiguda del comunisme al desembre de 1989.

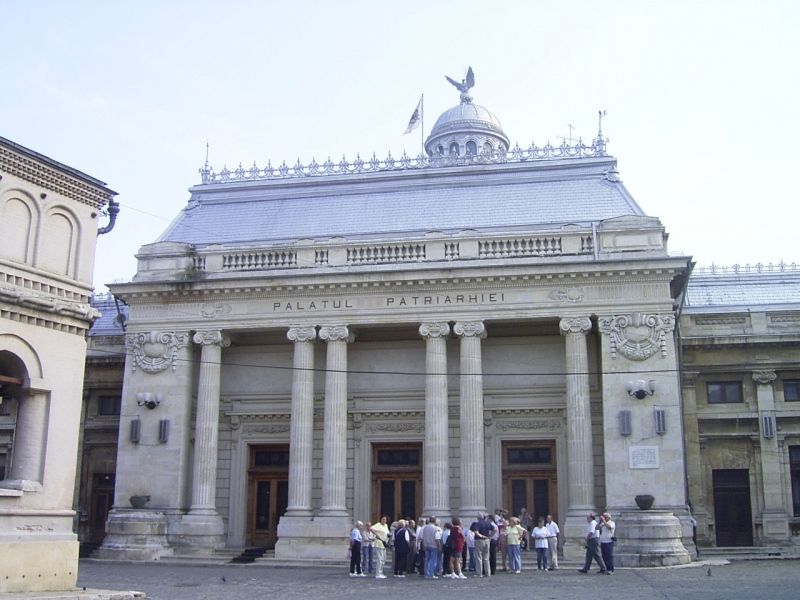
Palau de la Patriàrquia Romanesa a Bucarest.

La situació de persecució i de repressió envers els religiosos de qualsevol confessió van continuar. L'Església ortodoxa va ser víctima també d'aquesta repressió d'una banda mentre es tolerava relativament la seva existència. Amb la mort de Stalin i la relaxació relativa de la pressió que els comunistes exercien envers l'Església ortodoxa, aquesta es va poder adherir al Consell Ecumènic de les Esglésies l'any 1961. Així es van enviar delegacions a les assemblees generals d'aquest organisme a Nova Delhi (1961), Uppsala (1968) i Nairobi (1975), totes elles encapçalades pel metropolità de Moldàvia i Suceava, Iustin Moisescu –que va ser membre del Consell Central fins a l'any 1977– a l'assemblea de Vancouver (1983) la delegació romanesa va estar encapçalada pel Metropolità de Transsilvània, Antonie Plamadeala. L'Església Ortodoxa Romanesa ha intentat fomentar i promoure el diàleg intercristià dins de la Conferència de les Esglésies Europees, que té la seu a Ginebra.
Els darrers anys del comunisme romanès van ser molt difícils per a la gran majoria dels romanesos, també ho foren per a l'Església Ortodoxa Romanesa, ja que Nicolae Ceauşescu, Secretari General del Partit Comunista Romanès i President de Romania des de l'any 1965, va començar a aplicar a finals dels anys setanta del segle xx una política de demolició del centre de Bucarest, ja que volia transformar la ciutat al seu gust personal. Així es van començar a derrocar edificis d'un gran valor artístic, arquitectònic i històric per construir grans avingudes amb edificacions per concentrar a la població traslladada del camp per treballar a les fàbriques o per construir el segon edifici més gran del planeta, la Casa del Poble (que actualment és la seu del parlament romanès). Per aquest motiu es van derrocar nombroses esglésies i monestirs històrics ortodoxos. També algunes esglésies es van desplaçar de la seva ubicació original per construir en el seu lloc edificis o fàbriques. En definitiva l'Església ortodoxa no va poder escapar de la bogeria del dictador romanès i va anar a poc a poc reduint la seva presència en la vida pública del país. Molts fidels van deixar d'anar a les esglésies, ja que tenien por de les represàlies i molts d'ells van passar a viure la seva religiositat dins de l'àmbit del seu domicili. Aquest malson va acabar el 25 de desembre de 1989 quan les forces revolucionàries van afusellar el dictador i la seva dona, i van posar fi a 38 anys de comunisme a Romania.
Amb la desaparició del comunisme (1989) la situació es va normalitzar, l'Església Romanesa Unida a Roma (Església grecocatòlica) va ser reconeguda de nou i el seu metropolità, Alexandru Todea va ser reconegut oficialment. Todea havia estat nomenat metropolità pel Consell Episcopal Catòlic l'any 1986 a Roma. L'any 1991 va rebre la dignitat de Cardenal i tres anys més tard va renunciar a les seves responsabilitats, ja que estava malalt. Aleshores va ser nomenat Lucian Mureşan com a metropolità de l'Església uniata romanesa, que l'any 2005 va rebre la consideració d'Arquebisbe Major de l'Església Uniata de Romania.
L'ortodòxia ha recuperat el seu paper dins la societat romanesa una vegada que va caure el comunisme i moltes de les propietats que durant el comunisme s'havien confiscat van ser retornades. Actualment l'Església Ortodoxa Romanesa consta de cinc províncies eclesiàstiques, la d'Ungrovlahia (que comprèn les diòcesis de Bucarest, Buzau i Danubi inferior), la de Moldàvia (amb les diòcesis de Iasi i Roman), la de l'Ardeal (amb les diòcesis d'Alba Iulia, Sibiu, Oradea i Cluj Napoca), la d'Oltènia (amb les diòcesis de Craiova i Arges), i la del Banat (amb les diòcesis de Timisoara, Carenbes i Arad). L'actual patriarca de l'Església Ortodoxa Romanesa és des de l'any 1986 Teoctist Arăpaşu, que en la darrera etapa del comunisme va tenir una actitud tolerant amb el règim de Ceauşescu, ja que va aprovar la demolició de 26 esglésies i va oferir diversos regals del patrimoni de l'Església al dictador. El març de 1990 va presentar la seva dimissió, però el Sínode General no l'hi acceptà. Al llarg del seu pontificat va intentar aconseguir que l'Església Ortodoxa Romanesa recuperés el seu lloc dins de la societat romanesa, a la mateixa vegada que va participar del moviment ecumènic establint contactes directes amb el Papa de Roma Joan Pau II, que va visitar Bucarest en diverses ocasions.
En l'actualitat dels 22.364.022 romanesos que resideixen a Romania un 86,8% són ortodoxos, un 5% romans catòlics, un 3,5% són protestants, un 1% catòlics de ritu grec (uniates), un 1% pentecostals, un 0,5% baptistes i la resta tenen altres tipus de confessions. Per tant, l'Església Ortodoxa Romanesa és la segona Església ortodoxa autocèfala més important en nombre de fidels de l'ortodòxia, només per darrere l'Església Ortodoxa Russa.
El 30 de juliol de 2007, a causa d'una complicació del postoperatori de la intervenció quirúrgica de pròstata a què s'havia sotmès, Teoctist Arapasu moria a l'edat de 92 anys. El 12 de setembre era designat successor seu al capdavant de l'Església Ortodoxa Romanesa Dan Ilie Cobotea, amb el nom de Daniel, i va assumir la Patriarquia el dia 30 de setembre de 2007.

### Presència de l'ortodòxia romanesa a la resta del món
Pel que fa als romanesos residents fora de Romania, ben bé no se sap amb exactitud quina és el seu nombre. Els que troben als Estats Units d'Amèrica estan organitzats en l'Epàrquia Missional d'Amèrica. A més existeixen nombroses parròquies dependents del Patriarcat de Bucarest, les més destacades són les de Londres, Viena, Sofia, Baden-Baden i Jerusalem.